# Hermann Paltinat

Hermann Paltinat

Hermann Paltinat (* 23. Oktober 1905 in Oschke, Kreis Niederung, Ostpreußen; † 16. Februar 1974 in Nienburg/Weser) war ein deutscher Politiker (NSDAP).

## Leben und Wirken
Nach dem Schulbesuch erlernte Hermann Paltinat, der aus einer evangelischen Familie aus Ostpreußen stammte, den Bauernberuf.
Zum 1. August 1928 trat Paltinat der NSDAP bei (Mitgliedsnummer 94.580), in der er unter anderem Aufgaben als Kreisleiter wahrnahm. Von 1932 bis 1933 saß er als Abgeordneter im Preußischen Landtag. Anschließend gehörte er von November 1936 bis zum Ende der NS-Herrschaft im Frühjahr 1945 dem Berliner Reichstag als Abgeordneter für den Wahlkreis 1 (Ostpreußen) an. Außerdem amtierte Paltinat als Kreisbauernführer des Kreises Niederung.
Von Neukirch kommend wurde er als Kreisdeputierter und NSDAP-Kreisleiter am 3. Dezember 1940 zum kommissarischen Landrat des Landkreises Scharfenwiese eingesetzt. Mit Wirkung vom 1. Januar 1942 übernahm er offiziell dieses Amt in Scharfenwiese.
In der Sturmabteilung (SA), dem militärischen Arm der NS-Bewegung, erreichte Paltinat mindestens den Rang eines SA-Oberführers.